# Thaumetopoea
Thaumetopoea es un género de lepidópteros perteneciente a la familia Thaumetopoeinae. Fue descrito por primera vez por Jacob Hübner en 1820.

En su forma de oruga, llevan el nombre vernáculo de procesionaria porque estas larvas gregarias se mueven en una sola fila. En su forma de imago (polilla adulta), los miembros de este género viven unos pocos días sin alimentarse.
Algunas especies de Thaumetopoea, por ejemplo la Thaumetopoea pityocampa, son lepidópteros defoliadores que experimentan un rango de expansión hacia latitudes y altitudes más altas debido al calentamiento climático actual. Además, las orugas procesionarias poseen pelos urticantes, que causan problemas de salud en los seres humanos.

## Especies
Este género contiene las siguientes especies:
- Thaumetopoea bonjeani (Powell, 1922) - procesionaria del cedro
- Thaumetopoea herculeana Rambur, 1840
- Thaumetopoea pinivora (Treitschke, 1834) - procesionaria del pino del este
- Thaumetopoea pityocampa (Denis & Schiffermüller, 1775) - procesionaria del pino
- Thaumetopoea processionea (Linnaeus, 1758) - procesionaria del roble
- Thaumetopoea solitaria (Freyer, 1838) - procesionaria del pistacho o solitaria
- Thaumetopoea wilkinsoni Tams, 1924

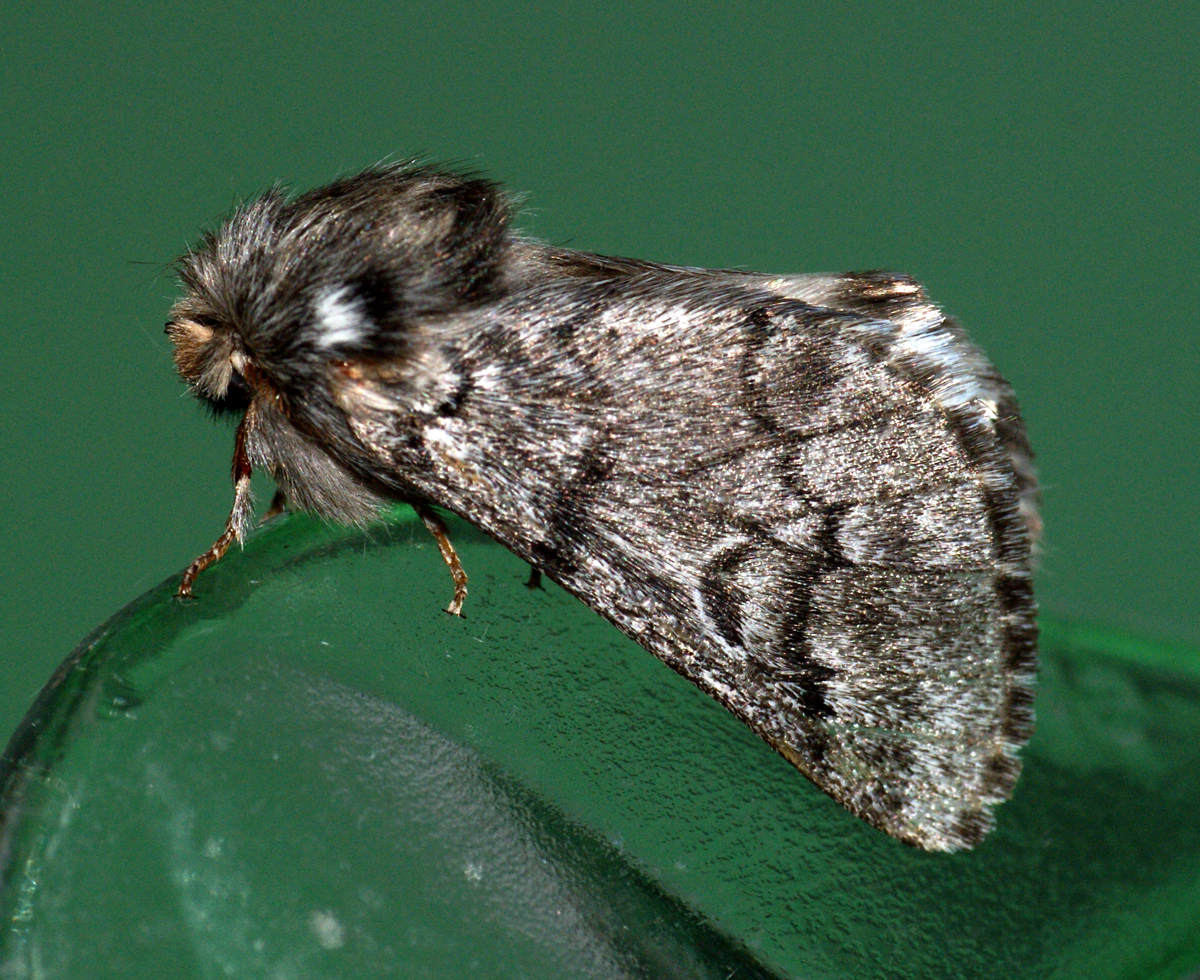
Thaumetopoea pityocampa, imago